# Vickers Virginia
El Vickers Virginia fue un bombardero pesado biplano de la Real Fuerza Aérea, desarrollado a partir del Vimy. Este modelo fue la espina dorsal de los escuadrones de bombardeo pesado nocturno de la RAF en el periodo de entreguerras, permaneciendo en servicio desde 1924 hasta mediados de los años treinta; desempeñó un papel fundamental en el desarrollo operacional de lo que más tarde sería el Mando de Bombardeo de la RAF. Posteriormente, con la llegada de modelos más modernos, fue utilizado como entrenador de paracaidistas y en diversos cometidos hasta 1941.

## Diseño y desarrollo
Los trabajos en el Virginia comenzaron en 1920, como reemplazo del Vickers Vimy. Se ordenaron dos prototipos el 13 de enero de 1921 y otros dos en septiembre de 1922. El Virginia era similar al Vimy, aunque el puesto del artillero de morro estaba más bajo para permitir al piloto un mayor campo de visión, mayor envergadura y un fuselaje más largo (3 m). El avión estaba propulsado por dos motores Napier Lion y realizó su primer vuelo el 24 de noviembre de 1922.
El prototipo del Virginia fue sometido a pruebas en el Establecimiento Experimental de Aeronaves de la RAF en Martlesham Heath. Una de las primeras modificaciones fue reemplazar las hélices bipala originales por otras de cuatro palas; se agregó un conjunto inusual de torretas "fighting top" en las alas superiores, aunque luego se eliminaron de los aviones de producción. Las variantes Mark I a VI tenían alas rectas y la Mark VII introdujo alas exteriores con aflechamiento. Comenzando con el Mark III, el Virginia disponía de un puesto de artillero en el fuselaje trasero, que fue trasladado a una torreta de cola en el Mark VII. El Mark X se introdujo a finales de 1924 y presentaba una estructura de duraluminio y acero recubierta de tela, láminas de aluminio y madera. Se construyeron un total de 124 Virginia, de los que 50 ejemplares fueron Mark X.

## Historia operacional
El primer escuadrón dotado con el Virginia Mark I se formó en 1924. A pesar de su mediocre desempeño, el avión sirvió en las unidades de primera línea hasta 1938, cuando fue reemplazado por los nuevos Wellington, Hampden y Whitley. Diseños como el Hendon y Heyford sólo sirvieron como complemento, en lugar de reemplazar al Virginia.
El Virginia Mark X de construcción casi totalmente metálica fue el bombardero de la RAF más numeroso hasta la llegada del Heyford en 1934. Constatada su obsolescencia técnica como bombardero, pasó a desempeñar tareas de fotografía cartográfica y entrenamiento de paracaidistas, con plataformas de salto instaladas detrás de las góndolas  motoras. El 26 de junio de 1940, un comité discutió la necesidad de utilizar cañones aerotransportados contra tanques invasores y se sugirió equipar al Virginia con el cañón automático COW de 37 mm igualmente anticuado; lo que finalmente no se llevó a cabo.
En la década de 1930, los Virginia se usaron en algunas de las primeras pruebas de reabastecimiento en vuelo, aunque nunca se usaron en dicho cometido fuera de las pruebas. El Virginia se desarrolló en paralelo con el transporte Victoria; los dos aviones tenían mucho en común, compartiendo el mismo diseño de ala. Los Virginia eran muy propensos a los accidentes, con un saldo durante su servicio de 81 pérdidas. A pesar de su obsolescencia, los Virginia continuaron desempeñando funciones de apoyo en los vuelos de pruebas de paracaídas con el Parachute Test Flight en la base de Henlow hasta diciembre de 1941.

## Variantes
Type 57 Virginia Mk I
Prototipo inicial para la RAF, propulsado por motores Napier Lion de 340 kW (450 hp). Un solo prototipo.
Type 76 Virginia Mk II
Segundo prototipo del Virginia, propulsado por motores Napier Lion, equipado con proa alargada. Uno construido.
Type 79 Virginia Mk III
Bombardero nocturno pesado bimotor, impulsado por motores Napier Lion II de 468 hp (349 kW), equipados con doble mando. Seis construidos
Type 96 Virginia Mk I
Primer prototipo Type 57 reacondicionado con motores Rolls-Royce Condor de 490 kW (650 hp). Un solo prototipo.
Type 99 Virginia Mk IV
Biplano bombardero pesado nocturno bimotor. Similar al Virginia Mk II, con capacidad de bombas subalares incrementada.
Type 100 Virginia Mk V
Biplano bombardero pesado nocturno bimotor, equipado con un tercer timón (central) en la unidad de cola. 22 construidos.
Type 108 Virginia Mk VI
Biplano bombardero pesado nocturno bimotor. Introdujo mejoras en el plegado alar y en su arriostramiento. 25 construidos.
Type 112 Virginia Mk VII
Biplano bombardero pesado nocturno bimotor. Morro rediseñado, sección trasera del fuselaje alargada y aflechamiento alar. 11 construidos y 38 conversiones.
Type 115 Virginia Mk VIII
El prototipo Type 96 con un fuselaje alargado, una nueva sección delantera y puestos de tiro en los bordes de fuga alares. Un prototipo.
Type 128 Virginia Mk IX
Biplano bombardero pesado nocturno bimotor. Introdujo slats automáticos, frenos en las ruedas y puesto de tiro en la cola. Ocho construidos y 27 conversiones.
Type 129 Virginia Mk VII
El Type 115 convertido en el prototipo del Virginia Mk VII. Un prototipo.
Type 139 Virginia Mk X
Biplano bombardero pesado nocturno bimotor; estructura básica totalmente metálica. 50 construidos y 53 conversiones.

## Operadores
Reino Unido
- Real Fuerza Aérea[4]

## Especificaciones (Virginia Mk X)
Referencia datos: Enciclopedia Ilustrada de la Aviación, Vol. 12 pág 3040, Ed. Delta, Barcelona 1982 ISBN 84-7598-020-1

### Características generales
- Tripulación: Cuatro
- Longitud: 19 m (62,2 ft)
- Envergadura: 26,7 m (87,7 ft)
- Altura: 5,5 m (18,2 ft)
- Superficie alar: 202,3 m² (2178 ft²)
- Peso vacío: 4377 kg (9646,9 lb)
- Peso cargado: 7980 kg (17 587,9 lb)
- Planta motriz: 2× motor lineal de 12 cilindros en W refrigerado por agua Napier Lion VB.
  - Potencia: 430 kW (593 HP; 585 CV) cada uno.

### Rendimiento
- Velocidad máxima operativa (Vno): 174 km/h (108 MPH; 94 kt) a 1500 m (5000 pies)
- Alcance: 1585 km (856 nmi; 985 mi)
- Techo de vuelo: 4200 m (13 780 ft)
- Tiempo a altitud: 10 min para 1500 m (5000 pies)

### Armamento
- Ametralladoras: 

  - 3x Vickers de 7,7 mm
- Bombas: 1360 kg

## Aeronaves relacionadas

### Secuencias de designación
- Secuencia Numérica (interna de Vickers): ← 54 - 55 - 56 - 57 - 58-60 - 61 - 62 -- 73 - 74 - 75 - 76 - 77 - 78 - 79 - 81 - 83-85 - 86 -- 93 - 94 - 95 - 96 - 98 - 99 - 100 - 103 - 105 - 106 - 108 - 112 - 113 - 115 - 116 - 117 - 118 - 119 - 120 - 121 - 122 - 123 - 124 - 125 - 127 - 128 - 129 - 130 - 131 - 132 - 133 - 134 - 138 - 139 - 141 - 142 - 143 →